# Lophogaster challengeri
Lophogaster challengeri är en kräftdjursart. Lophogaster challengeri ingår i släktet Lophogaster och familjen Lophogastridae. Inga underarter finns listade i Catalogue of Life.